# Chengdu Jian-10
J-10 eller Jian-10 (kinesiska: 歼-10. Exportnamn: F-10) är ett kinesiskt stridsflygplan och det kinesiska flygvapnets senaste stridsflygplan. Utvecklingen av planet påbörjades 1986 som ett svar på Sovjets då nyaste stridsflyg Su-27 och MiG-29. Planet är ett enhetsflygplan, det har alltså förmåga att kunna utföra flera uppgifter, såsom att både kunna fungera som jakt- och attackplan.

## Bakgrund
Kinesiska Chengdu hade sedan det inhemska J-9-projektet lades ner i slutet av 1970-talet studerat möjligheten att bygga ett nytt inhemskt jakt- och attackplan, men det var först i början av 1990-talet som arbetet med J-10 sköt fart på allvar. Vid det laget hade man inlett ett samarbete med israeliska IAI vars avbrutna Lavi i mycket motsvarade kraven som ställdes. För J-10 prioriterades attackrollen, och planet skulle bli rejält större än F-16 för att kunna ha längre räckvidd tack vare en större intern bränslelast. Den ryska AL-31FN-motorn var också klart större än PW 1120 som skulle ha monterats i Lavin. Framförallt så hade Kina inte möjlighet att tillverka de avancerade delarna i kompositmaterial som en direkt kopia av Lavi förutsatte, varför planen trots det snarlika utseendet skiljer sig markant från varandra i flera avgörande detaljer.

## Utveckling
Efter att kinesiskt spionage riktat mot amerikanska kärnvapen satte USA press på Israel att avbryta det militära samarbetet, vilket ledde till att IAI drog sig ur samarbetet i början av 2000-talet. Det innebar att flera israeliska nyckelsystem, bland annat radarn, ersattes med ryska motsvarigheter. Den första prototypen flög redan 1998, men programmet har uppenbarligen lidit av kraftiga förseningar sedan dess. Det ryktas bland annat att den andra prototypen kraschat.

## Beskrivning
J-10 är ett kinesiskt enmotorigt enhetsflygplan. Planet är deltavingat med en rörlig canardvinge men saknar stabilisator. Motorns luftintag är monterat under flygkroppen. 

## Bruk
Planets prestanda är till stora delar hemligstämplat. En västerländsk flygplansexpert bedömer planet som aningen mindre manövrerbar än F-16A i en luftstrid, men noterar samtidigt att planet verkar vara ett utmärkt attackplan med lång räckvidd och hög vapenlast. Det stora frågetecknet är om de planerade israeliska allväderssystemen kan ersättas, i annat fall blir planets förmåga att kunna slå till i dåligt väder och mörker kraftigt lidande.
Enligt uppgift så är planet sedan 2004 fullt operativt inom det kinesiska flygvapnet, som tagit emot ungefär 100 flygplan mellan 2004 och 2006. En tvåsitsig version betecknad J-10S finns också, operativ sedan 2005, och en uppgraderad ensitsig version med beteckningen J-10B ska ha flugit första gången i början av 2009.
År 2017 hade över 300 flygplan levererats till det kinesiska flygvapnet.

## Motor
J-10 drivs av en rysk jetmotor med beteckningen Saturn AL-31, samma motor som även finns i ryska Su-27. AL-31 har i Su-27 slagit många rekord. Versionen AL-31FN som används i J-10 är skräddarsydd för J-10, bland annat är växellådan flyttad. En utvecklad version med vektorstyrning har erbjudits, men det är oklart om det finns planer på att utrusta J-10 med vektorstyrning.
Sammanlagt 154 motorer har beställts från Ryssland, och en option på ytterligare 150 samt eventuell licenstillverkning finns också. Planer på att ersätta AL-31 med en inhemsk motor kallad WS-10A har också förekommit.

## Varianter
- J-10 Ursprunglig ensitsig variant, i tjänst.
- J-10S Ursprunglig tvåsitsig variant, i tjänst. Kan användas antingen för typskolning eller operativa uppdrag.
- J-10B Utvecklad ensitsig variant. Flög första gången 2009.
- J-10C

## Bilder

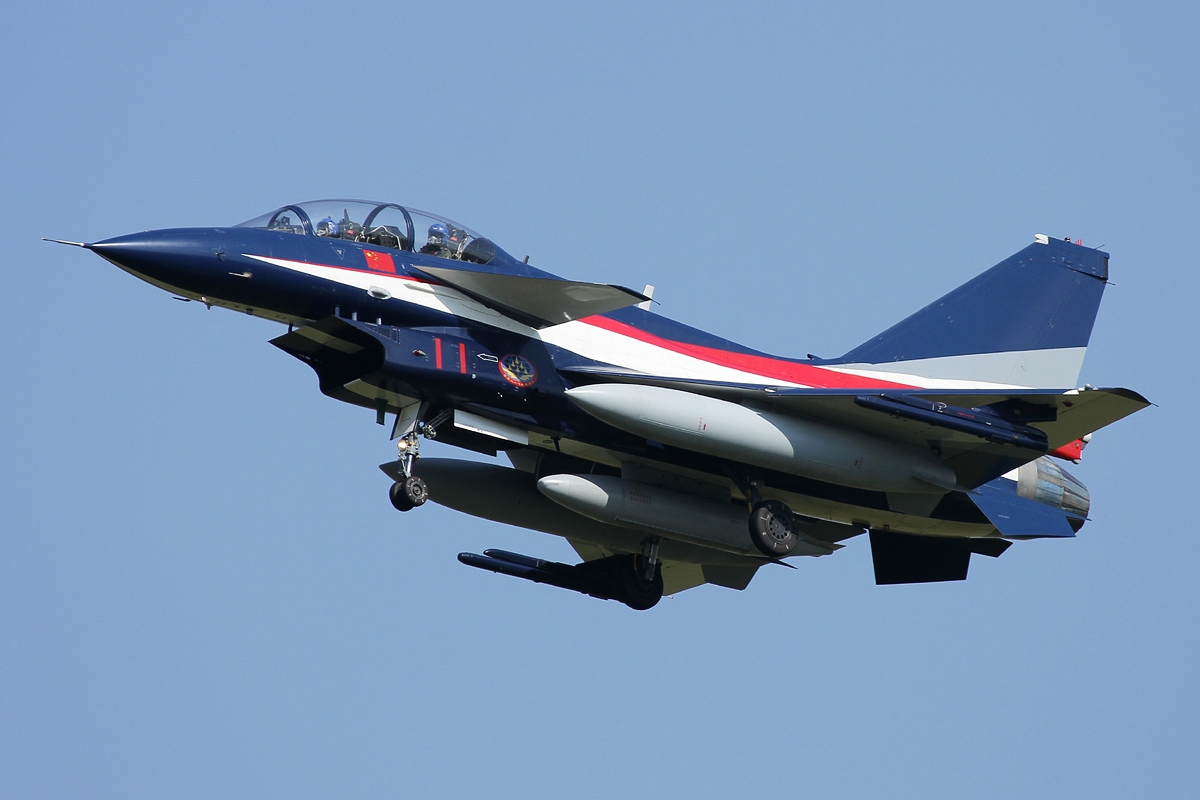
J-10A
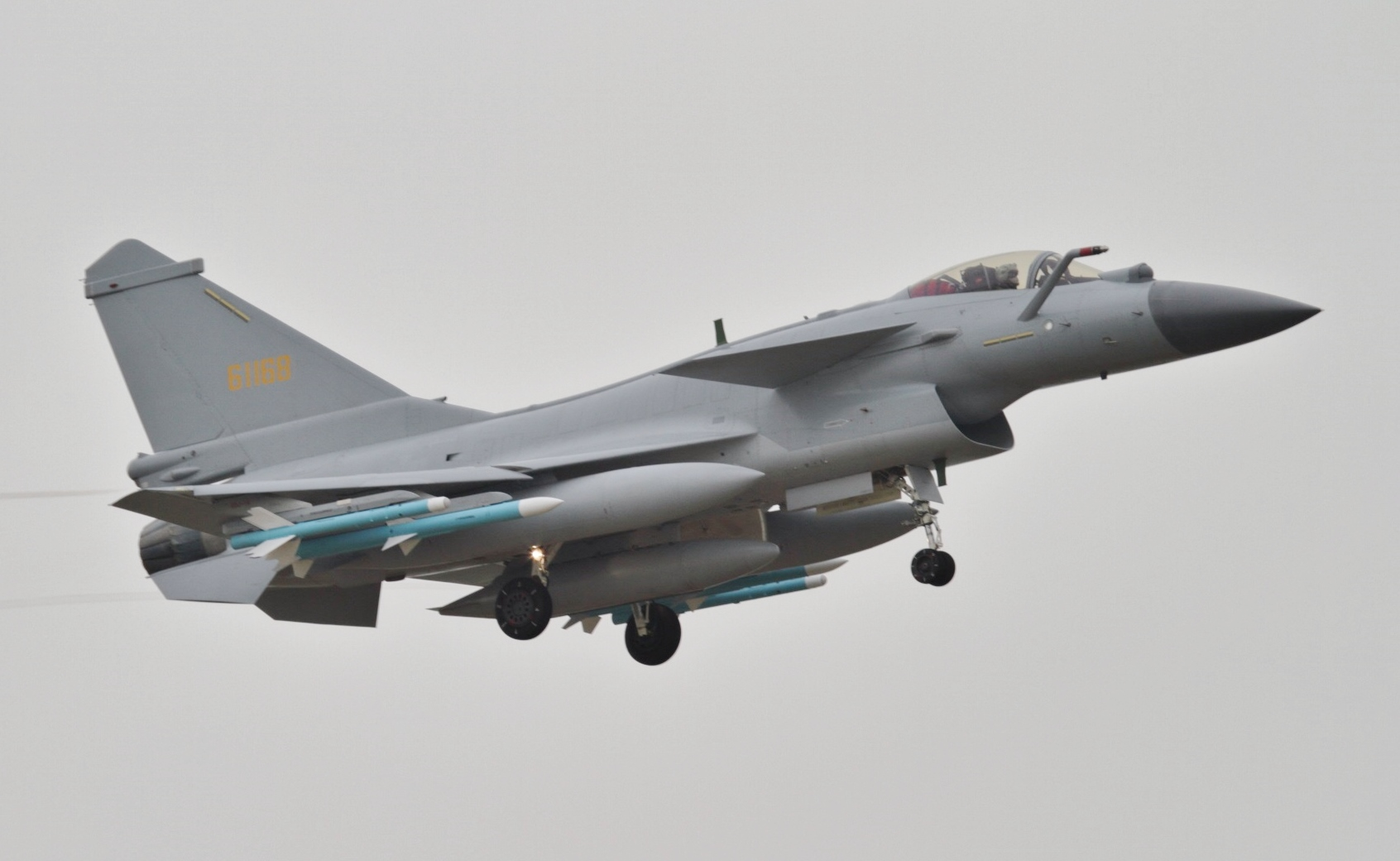
J-10B
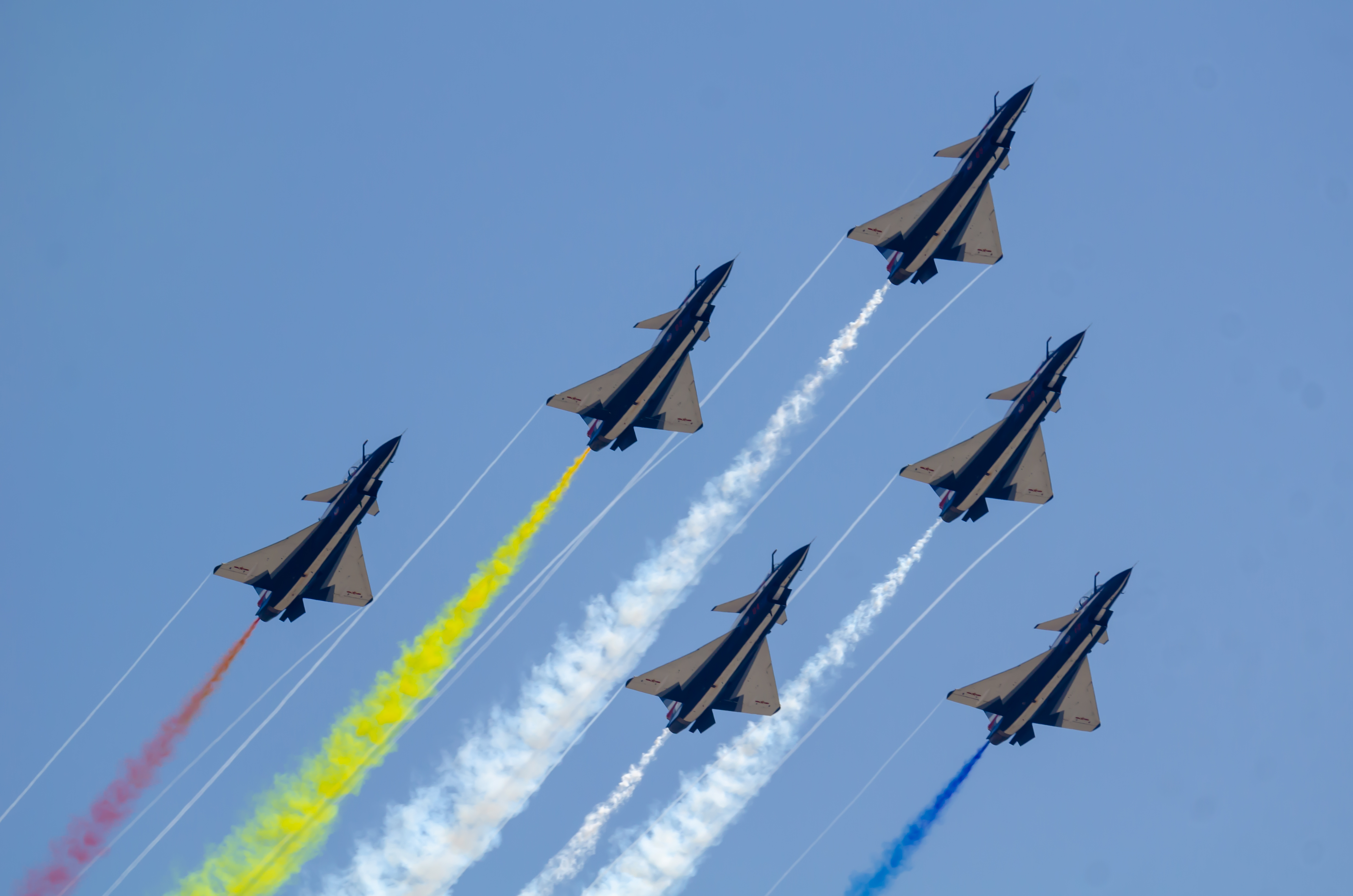
Flera J-10:or flyger i formation.